# David Wood (Schauspieler)
David Bernard Wood OBE (* 21. Februar 1944 in Sutton bei London) ist ein britischer Schauspieler, Autor und Theaterregisseur.

## Leben und Karriere
Wood studierte an der Oxford University. Sein Filmdebüt machte er 1968 in Lindsay Andersons Filmklassiker  If … als rebellischer Schüler Johnny an der Seite von Malcolm McDowell. Der Film wurde unter anderem mit der Goldenen Palme in Cannes ausgezeichnet. Der Rest von Woods Filmkarriere verlief eher unspektakulär und er spielte nur noch in vier weiteren Kinofilmen, darunter 1976 erneut an der Seite von McDowell in dem Kriegsfilm Schlacht in den Wolken. In den 1970er-Jahren war Wood ein vielbeschäftigter Fernsehschauspieler, so trat er zwischen 1969 und 1979 in insgesamt 20 Folgen der in Großbritannien legendären Kinderserie Jackanory auf. In späteren Jahren stand er nur noch vereinzelt als Schauspieler vor der Kamera, zuletzt 2000 für den Fernsehfilm Longitude.
Allmählich verlegte sich Wood auf Tätigkeiten als Autor, wobei er Theaterstücke und Musicals für Kinder schrieb. Zum Schreiben für Kinder kam er über eine Tätigkeit als Zauberer bei Kindergeburtstagen. Den Durchbruch erzielte er 1976 mit Der Lebkuchenmann (The Gingerbread Man), das seitdem auch an zahlreichen deutschen Bühnen aufgeführt wurde und als eines der erfolgreichsten Musicals für Kinder gilt.  Aus Der Lebkuchenmann wurde 1992 auch eine Kinderserie, für die Wood ebenfalls die Drehbücher schrieb. Ebenfalls bekannt ist das 1980 aufgeführte Aufstand im Gemüsebeet, das ebenfalls international gespielt wird und in eine Kinderserie verwandelt wurde. Seit den 1990er-Jahren dramatisiert Wood regelmäßig Kinderbücher für die Bühne, darunter acht Werke von Roald Dahl. Wood schrieb ebenfalls selbst mehrere Kinderbücher sowie Drehbücher für Kinderfilme, letzteres etwa 1974 bei der Verfilmung von Arthur Ransomes Der Kampf um die Insel. Mit L. P. Hartleys Roman The Go-Between adaptierte er 2011 ausnahmsweise einen Erwachsenenroman, seine Adaption wurde später auch am Londoner West-End aufgeführt.
1979 war Wood Begründer der Theatergruppe Whirligig Theatre aus London, die bis heute in ganz England Theaterstücke für Kinder aufführt. Bei dieser war er auch als Regisseur tätig. Wood, ob seiner renommierten Stellung in diesem Bereich von der The Times einmal als „Kinderdramatiker der Nation“ betitelt, wurde 2004 in den Order of the British Empire aufgenommen. Er verfasste das Buch Theatre for Children: Guide to Writing, Adapting, Directing and Acting als Ratgeber für die Arbeit im Bereich Kindertheater.
Von 1966 bis 1970 war Wood mit Sheila Ruskin (* 1946) verheiratet. Seit 1975 ist er mit Jacqueline Stanbury verheiratet, sie haben zwei Kinder.

## Filmografie (Auswahl)
Als Schauspieler
- 1968: If … (if....)
- 1969–1979: Jackonary (Fernsehserie, 20 Folgen)
- 1971: Fathers and Sons (Fernseh-Miniserie, 4 Folgen)
- 1973: Geschichten, die zum Wahnsinn führen (Tales That Witness Madness)
- 1976: Schlacht in den Wolken (Aces High)
- 1977: Van der Valk (Fernsehserie, Folge In Hazard)
- 1978: Disraeli (Fernseh-Miniserie, 2 Folgen)
- 1979: Sprengkommando Atlantik (North Sea Hijack)
- 1980: Sweet William
- 1990: Tricky Business (Fernsehserie, 9 Folgen)
- 2000: Longitude – Der Längengrad (Longitude, Fernsehfilm)

Als Drehbuchautor
- 1974: Swallows and Amazons
- 1977: Emu's Christmas Adventure (Fernsehfilm)
- 1984–1987: Chish 'n' Fips (Fernsehserie, 16 Folgen)
- 1992: The Gingerbread Man (Fernsehserie)

## Stücke (Auswahl)
Originalstücke:
- The Plotters Of Cabbage Patch Corner (1970)
- Flibberty and the Penguin (1971)
- The Papertown Paperchase (1972)
- Hijack Over Hygenia (1973)
- The Gingerbread Man (1976)
- Nutcracker Sweet (1977)
- The Ideal Gnome Expedition (1980)
- The Selfish Shellfish (1983)
- The See-Saw Tree (1986)

Adaptationen von Roald Dahls Kinderbüchern:
- The BFG (1991), nach The BFG (1982)
- The Witches (1992), nach The Witches (1983)
- The Twits (1999), nach The Twits (1979)
- Fantastic Mr Fox (2001), nach Fantastic Mr Fox (1970)
- James And The Giant Peach (2001), nach James And The Giant Peach (1961)
- Danny The Champion Of The World (2004), nach Danny the Champion of the World (1975)
- George's Marvellous Medicine (2009), nach George's Marvellous Medicine (1981)
- The Magic Finger (2013), nach The Magic Finger (1962)

Andere Adaptionen von Kinderbüchern:
- The Owl and the Pussycat went to See.... (1968), gemeinsam mit Sheila Ruskin nach einem Gedicht von Edward Lear
- Meg and Mog (1981), nach Helen Nicolls Büchern über die Figuren Meg and Mog
- Noddy (1993), nach Enid Blytons Büchern über ihre Figur Noddy
- Rupert Bear (1993), nach Mary Tourtels Comicreihe Rupert Bear (1920)
- Babe, the Sheep-Pig (1997), nach Dick King-Smiths Roman The Sheep-Pig (1983)
- Spot's Birthday Party (2000), nach der Buchreihe Spot von Eric Hill (1980)
- Tom's Midnight Garden (2000), nach Philippa Pearces Roman Tom's Midnight Garden  (1958)
- The Tiger Who Came To Tea (2008), nach Judith Kerrs Roman The Tiger Who Came To Tea (1968)
- Guess How Much I Love You (2010), nach  Sam McBratneys Roman Guess How Much I Love You (1994)
- Goodnight Mister Tom (2011), nach Michelle Magorians Roman Goodnight Mister Tom (1981)

Adaptationen von Erwachsenenliteratur:
- The Go-Between (2011; Aufführung am West End 2016)[5], nach L. P. Hartleys Roman The Go-Between (1953)